# Rhizopogon
Rhizopogon Fr. (piestrówka) – rodzaj grzybów z rodziny piestrówkowatych (Rhizopogonaceae).

## Charakterystyka
Grzyby podziemne o mięsistym, kulistym, podłużnym lub nieregularnym owocniku bez trzonu, powszechnie nazywane „fałszywymi truflami”. Wnętrze owocnika wypełnia gleba, podglebia zazwyczaj brak. Zarodniki jasnej barwy. Należące do tego rodzaju gatunki występują w Ameryce Północnej i Środkowej, Europie, Azji i w Australii.
Są grzybami ektomykoryzowymi żyjącymi w symbiozie głównie z drzewami z rodziny sosnowatych. Odgrywają ważną rolę w ekologii lasów iglastych. Są powszechnymi gatunkami w zbiorowiskach grzybów, które kolonizują korzenie drzew podczas zakładania sadzonek i utrzymują się w starych drzewostanach. Zarodniki Rhizopogon żyją w glebie długo, u niektórych gatunków mogą przetrwać przez co najmniej cztery lata, a ich żywotność wzrasta wraz z upływem czasu. Rhizopogon są grzybami wypaleniskowymi; występują szczególnie często na korzeniach sadzonek drzew po pożarach lasów, często zasiedlają także doniczki z uprawianymi drzewami iglastymi i świeże nasadzenia lasów.
Gatunki rodzaju Rhizopogon dają się łatwo uprawiać, dzięki czemu rodzaj ten stał się rodzajem modelowym do badania morfologicznych, fizjologicznych, ekologicznych i symbiotycznych mutualizmów. Opublikowano prawie 200 artykułów na temat taksonomii Rhizopogon, zakresu i specyficzności żywicieli, morfologii macierzy zewnątrzkomórkowej, rozmieszczenia, ekologii, fizjologii i zastosowań w leśnictwie.

## Systematyka i nazewnictwo
Pozycja w klasyfikacji według Index Fungorum: Rhizopogonaceae, Boletales, Agaricomycetidae, Agaricomycetes, Agaricomycotina, Basidiomycota, Fungi.
Synonimy: Anthracophlous Mattir. ex Lloyd, Hymenangium Klotzsch, in Dietrich, Hysteromyces Vittad., Splanchnomyces Corda.
Polską nazwę nadał Stanisław Chełchowski w 1898 r.
Gatunki występujące w Polsce:
- Rhizopogon borealis P. Karst. 1886 – piestrówka północna
- Rhizopogon luteolus Fr. 1817[9][10]
- Rhizopogon marchii (Bres.) Zeller & C.W. Dodge 1929[9]
- Rhizopogon melanogastroides M. Lange 1957[11]
- Rhizopogon mohelnensis Velen. 1931
- Rhizopogon nigrescens Coker & Couch 1928 – piestrówka czerniejąca
- Rhizopogon obtextus (Spreng.) R. Rauschert 1984 – piestrówka żółtawa
- Rhizopogon occidentalis Zeller & C.W. Dodge 1918[9]
- Rhizopogon roseolus (Corda) Th. Fr. 1909 – piestrówka różowawa
- Rhizopogon verii Pacioni 1984[11]
- Rhizopogon vinicolor A.H. Sm. 1966[11]

Nazwy naukowe na podstawie Index Fungorum. Wykaz gatunków i nazwy polskie według Władysława Wojewody i innych.